# Marion (film, 1997)
Pour les articles homonymes, voir Marion.
Pour plus de détails, voir Fiche technique et Distribution.
Marion est un film français réalisé par Manuel Poirier, sorti le 5 mars 1997.

## Synopsis
Marion est une petite fille qui vit dans un village de Normandie avec sa famille, nombreuse mais sans grands moyens. Le père retape la maison et effectue des petits travaux d'entretien pour un couple de riches parisiens. Ces derniers s'entichent vite de Marion et proposent bientôt de l'emmener à Paris pour étudier dans un meilleur collège...

## Fiche technique
- Réalisation : Manuel Poirier
- Scénario : Jean-François Goyet, Manuel Poirier et Céline Poirier
- Photo : Nara Keo Kosal
- Montage : Yann Dedet
- Musique : Anne-Marie Fijal
- Producteurs : Aïssa Djabri, Farid Lahouassa, Manuel Munz
- Sociétés de production : France 2 Cinéma, Studiocanal, Vertigo Productions
- Pays d’origine :  France
- Langue : français
- Genre : drame
- Durée : 106 minutes
- Date de sortie : 
  -  France : 5 mars 1997

## Distribution
- Coralie Tetard : Marion
- Pierre Berriau : le père de Marion
- Élisabeth Commelin : la mère de Marion
- Marie-France Pisier : Audrey
- Jean-Luc Bideau : le mari d'Audrey
- Laure Fernandez : Stéphanie
- Marilyne Canto : professeur
- Sergi López : Antonio
- Serge Riaboukine : Raymond